# Університет Китайської академії наук
Університет Китайської академії наук (UCAS; Chinese) — державний дослідницький університет у Пекіні, Китай, під безпосереднім керівництвом Китайської академії наук (CAS). Перейменований у 2012 році, UCAS був заснований як Вища школа Китайської академії наук у 1978 році за схваленням Державної ради як перша аспірантура в Китаї.
UCAS підготував першу докторантуру з природничих наук, першу докторантуру з інженерії, першу жінку-докторантку та першого випускника з подвійними докторськими ступенями в Китаї. У 2014 році UCAS почав набір студентів. Це китайський державний подвійний університет першого класу. UCAS є членом Асоціації університетів Тихоокеанського регіону (APRU).  UCAS також заснував Інститут теоретичних наук Кавлі (KITS), один із 20 інститутів Кавлі в усьому світі.
UCAS зайняв 1-е місце в рейтингу молодих університетів Nature Index 2021 серед 150 провідних молодих університетів і посів 18-е місце в рейтингу NTU Rankings 2019, поставивши його на 1-е місце в Китаї. Що стосується результатів наукових досліджень, Nature Index 2022 посідає UCAS як університет №1 у Китаї та Азіатсько-Тихоокеанському регіоні та 4-й у світі серед світових університетів (після Гарварду, Стенфорда та Массачусетського технологічного інституту).

## Історія
У 1978 році в Пекіні була заснована Вища школа Університету науки і техніки Китаю (USTC) як перша аспірантура в Китаї.
У 1986 році Вища школа USTC була перейменована на Вищу школу (Пекін) USTC, а USTC створила нову Вищу школу в Хефеї, провінція Аньхой.
У 2012 році GUCAS було перейменовано в Університет Китайської академії наук (UCAS).
7 листопада 2014 року Університет Китайської академії наук офіційно взяв участь у діяльності Ліги C9, альянсу елітних китайських університетів, які пропонують комплексну та передову освіту. Однак вона не була офіційним членом.

## Академічна організація
- Школа математичних наук
- Школа фізики
- Школа астрономії та космічних наук
- Коледж інженерних наук
- Школа штучного інтелекту
- Школа хімії та хімічної інженерії
- Коледж матеріалознавства та оптико-електронних технологій
- Коледж наук про Землю та планети
- Коледж ресурсів та навколишнього середовища
- Коледж наук про життя
- Саваїдська медична школа
- Школа комп'ютерних наук і технологій
- Школа кібербезпеки
- Школа електронної, електричної та комунікаційної техніки
- Школа мікроелектроніки
- Школа економіки та менеджменту
- Школа публічної політики та управління
- Коледж гуманітарних та соціальних наук
- Кафедра іноземних мов
- Китайсько-данський коледж / Китайсько-данський центр освіти та досліджень
- Міжнародний коледж
- Інститут теоретичних наук Кавлі
- Дослідницький центр фіктивної економіки та науки про дані
- CAS Key Laboratory of Big Data Mining and Knowledge Management
- Ключова лабораторія обчислювальної геодинаміки CAS
- Центр архітектурних досліджень та дизайну
- Науково-дослідний центр інноваційно-метод
- Тренувальний центр
- Центр наук і мистецтв Цун-Дао Лі

## Студенти
Незважаючи на те, що UCAS в основному обслуговує післядипломну освіту, університет почав набирати студентів бакалаврату в 2014 році. У 2015 році в академії навчається 44 464 аспіранти та 664 бакалаври.

## Астероїд
На честь університету назвали астероїд 189018 Гуокеда.  Офіційна naming citation була опублікована Центром малих планет 25 вересня 2018 року (M.P.C. 111803). 

## Глобальні партнерські установи

### Європа

#### Данія
- Технічний університет Данії
- Копенгагенський університет
- Орхуський університет
- Університет Роскільде

### Південно-Східна Азія

#### Малайзія
- Університет Тунку Абдул Рахман [16]